# Andrij Waskul
Andrij Petrowytsch Waskul (ukrainisch Андрій Петрович Васкул, wiss. Transliteration Andrij Petrovyč Vaskul; geboren am 1. April 1999) ist ein ukrainischer Skispringer.

## Werdegang
Andrij Waskul startete ab 2015 zunächst regelmäßig im FIS Cup und nahm einige Jahre später an den Nordischen Junioren-Skiweltmeisterschaften 2018 in Kandersteg teil. Dort erreichte er im Einzelspringen von der Normalschanze den 30. Platz. Gegen Ende der Saison 2017/18 gab er außerdem sein Debüt im Skisprung-Continental-Cup im Rahmen von insgesamt vier Wettbewerben, die in Planica und Zakopane stattfanden. Auch in der Saison 2018/19 startete Waskul regelmäßig im Continental Cup. Bei den Nordischen Junioren-Skiweltmeisterschaften 2019 in Lahti wurde er 57. im Einzel von der Normalschanze. Zudem trat er bei den Nordischen Skiweltmeisterschaften 2019 in Seefeld in der Qualifikation für das Einzelspringen von der Normalschanze an, die er auf dem 59. Platz aber verpasste.
Im Sommer der Saison 2019/20 gewann er in zwei Wettbewerben im kasachischen Schtschutschinsk mit einem 18. und einem 30. Platz seine ersten Wertungspunkte im Continental Cup. Am Ende der Saison 2019/20 lag er in der Gesamtwertung auf dem 134. Rang. Im Winter der darauffolgenden Saison 2020/21 nahm er zum zweiten Mal an den Skiweltmeisterschaften, nämlich den Nordischen Skiweltmeisterschaften 2021 in Oberstdorf, teil. Er scheiterte in beiden Einzelspringen an der Qualifikation für den Wettbewerb und erreichte im Teamspringen mit Jewhen Marussjak, Anton Kortschuk und Witalij Kalinitschenko den 13. Platz.

## Statistik

### Continental-Cup-Platzierungen
| Saison  | Sommer | Sommer | Winter | Winter | Gesamt | Gesamt |
| Saison  | Platz  | Punkte | Platz  | Punkte | Platz  | Punkte |
| ------- | ------ | ------ | ------ | ------ | ------ | ------ |
| 2019/20 | 100.   | 0014   | —      | —      | 134.   | 0014   |